# Mezzotint

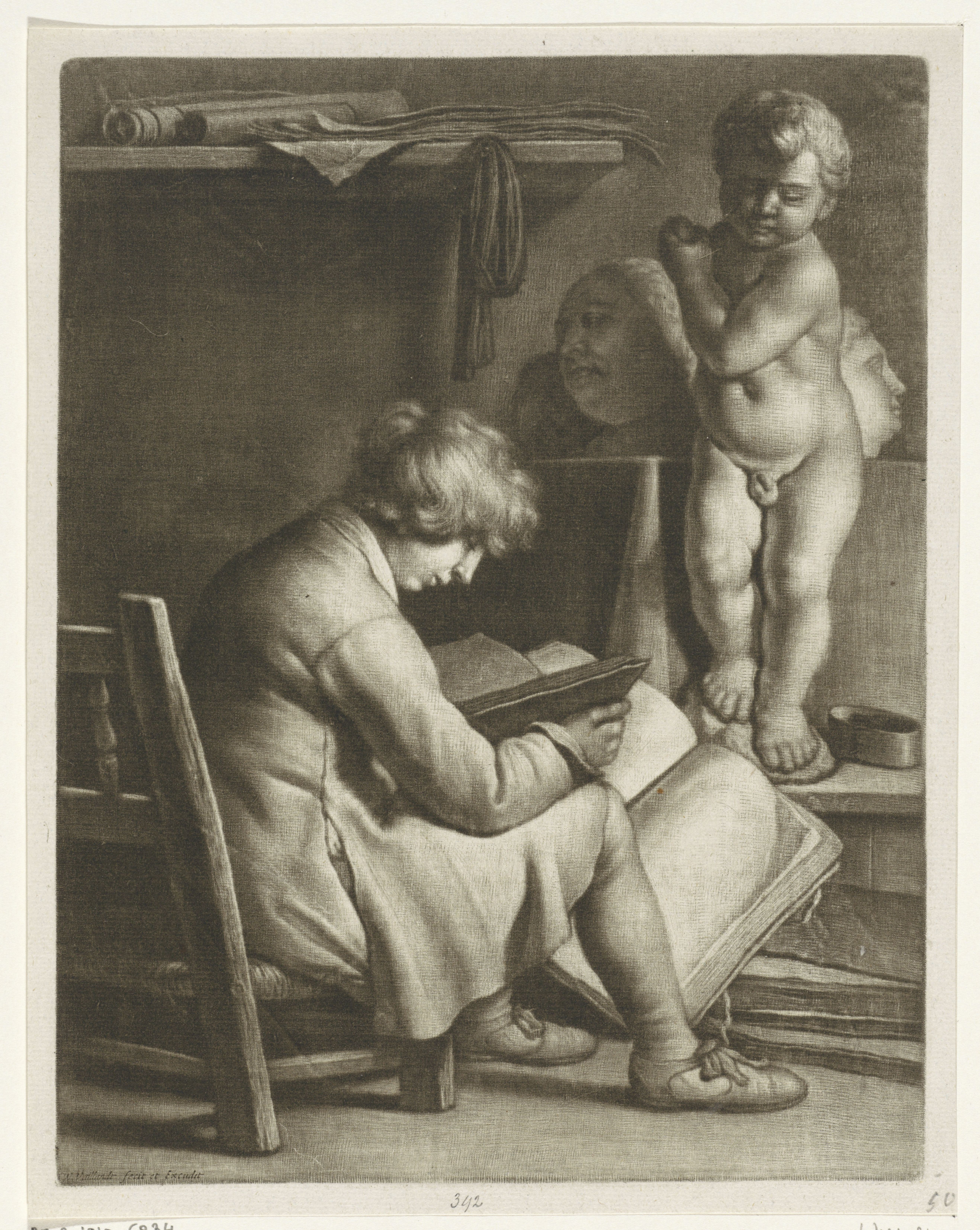
Een vroege mezzotint (ca. 1650 - 1677) door Wallerant Vaillant. Het stelt een lezende jonge man voor met een standbeeld van Cupido. Afmetingen 27.5 × 21.3 cm

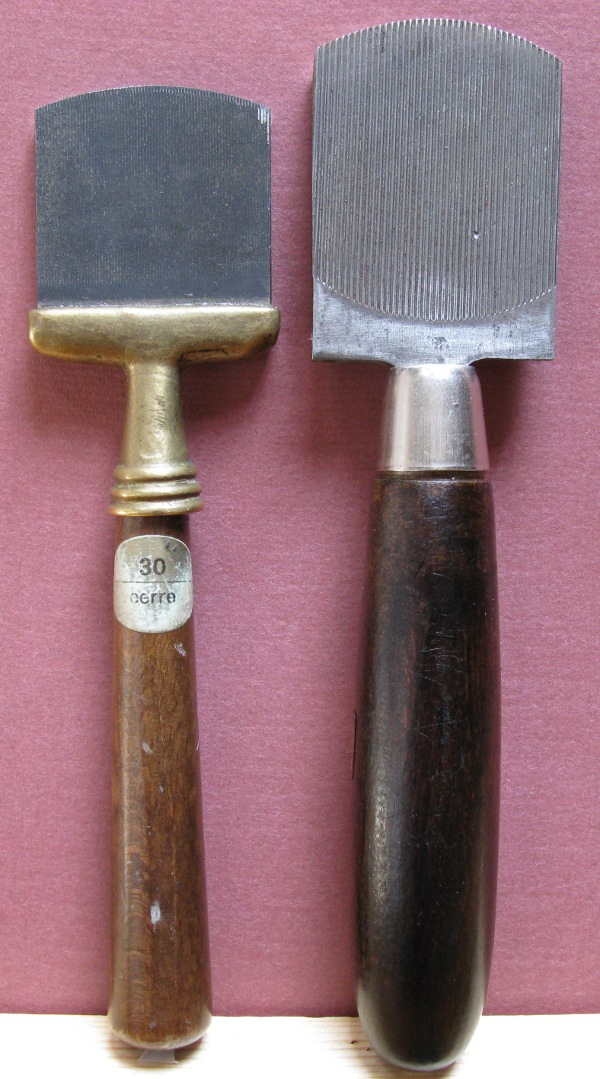
Berceau

De mezzotint, ook wel zwarte kunst (of zwartekunst) genoemd, was omstreeks 1650 een nieuwe grafische techniek.

## Techniek
Bij de mezzotint wordt eerst de hele koperplaat geruwd met een zogenoemd wiegijzer (berceau), een instrument met een waaiervormige, gekartelde kop die rijen putjes en braam op de koperplaat achterlaat. Op het min of meer ruwe oppervlak hecht later de inkt, waarmee de plaat geheel wordt bekleed, waarvandaan de benaming zwarte kunst. Dan wordt bijvoorbeeld met rood krijt de tekening overgebracht op de plaat. Om een voorstelling aan te brengen worden sommige delen van de geruwde plaat met een schraapijzer (polijststaal) glad gemaakt. Op die plekken pakt de inkt niet meer evenredig en ontstaan dus bij de afdruk de lichte partijen. Door meer of minder te polijsten is het mogelijk om verschillende grijstonen, ofwel halftonen, te bereiken, vandaar de naam mezzo (half) tint. Het een en ander is afhankelijk van de bekwaamheid van de graveur/kunstenaar. De techniek maakt vloeiende overgangen mogelijk tussen de verschillende grijstonen. Daardoor maken de afdrukken een fluwelige indruk.

## Geschiedenis
Het mezzotint-procedé werd uitgevonden door de Duitse beroepsmilitair Ludwig van Siegen (1609-c1680). Zijn vroegste mezzotintdruk dateert van 1642 en is een portret van Amelia Elizabeth, Landgravin van Hesse-Cassel. Dit portret werd gemaakt in de "licht naar donker" methode.
Het "wiegijzer" schijnt uitgevonden te zijn door Prins Rupert, een beroemde cavaleriebevelhebber in de Engelse Burgeroorlog, die het proces in Engeland introduceerde. In de Nederlanden maakten Wallerant Vaillant en Abraham Bloteling deze techniek bekend. De hofschilder Peter Lely zag de potentie om met mezzotinten zijn portretten een enorme bekendheid te geven en moedigde een aantal Nederlandse printmakers aan om naar Engeland te komen. Het proces werd daarna tot het midden van de 18de eeuw vooral gebruikt in Engeland om portretten en andere schilderijen te reproduceren. Sinds de 18de eeuw is het betrekkelijk weinig gebruikt. Robert Kipniss en Peter Ilsted zijn twee opmerkelijke 20ste-eeuwse exponenten van de techniek. Ook M.C. Escher gebruikte soms de mezzotinttechniek.
Het woord mezzotint is afgeleid uit het Italiaanse mezzo-tinto, dat half-geschilderd betekent.
In Frankrijk staat de techniek bekend als "la manière noire". Deze techniek werd onder andere toegepast door Miro. Hij had hiervoor speciaal gereedschap, dat exclusief voor hem werd vervaardigd door een atelier in Parijs, in de buurt van de Notre-Dame aan de Seine.

## Afbeeldingen

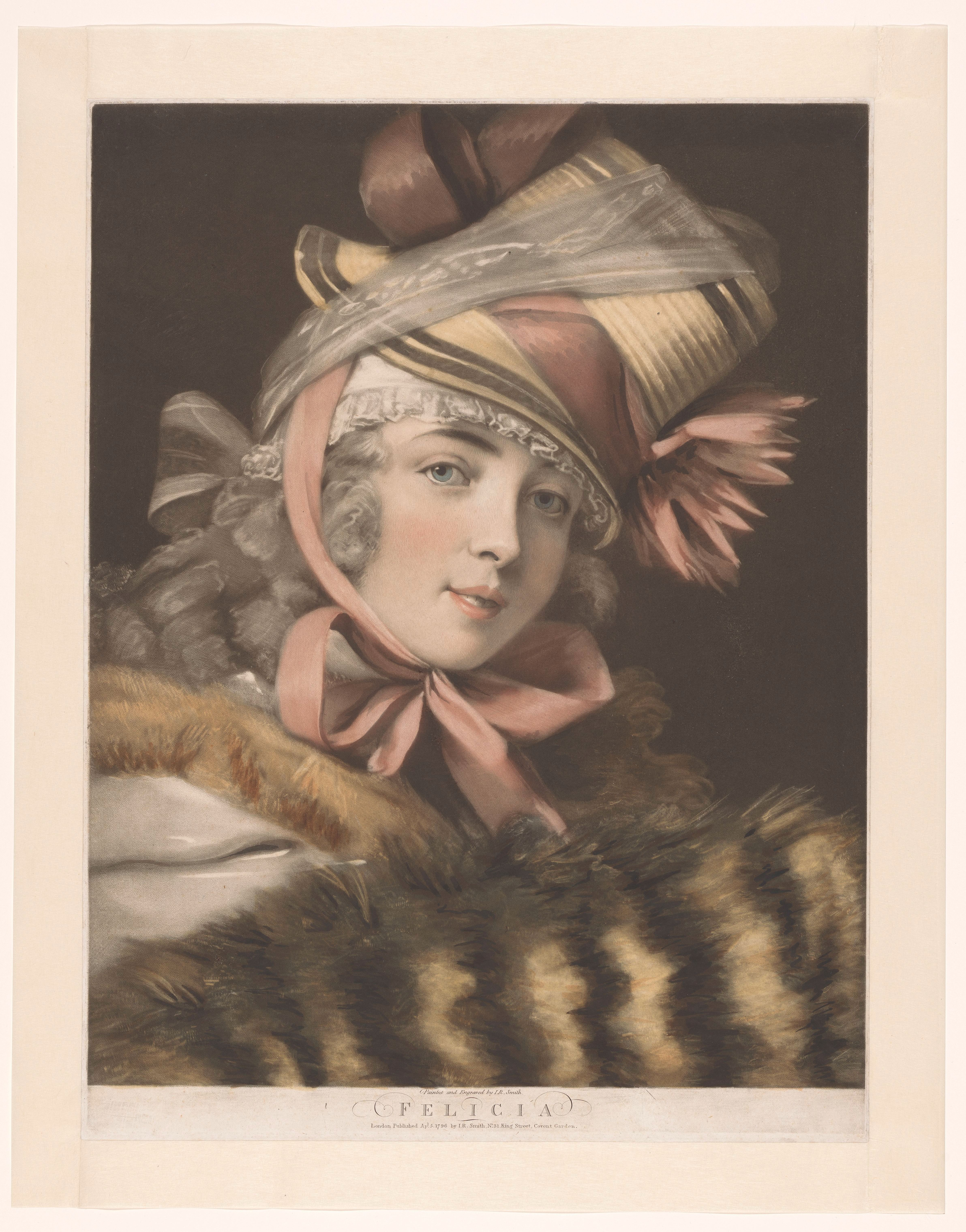
Handgekleurde mezzotinnt. De actrice Lefèvre Felicia door John Raphael Smith
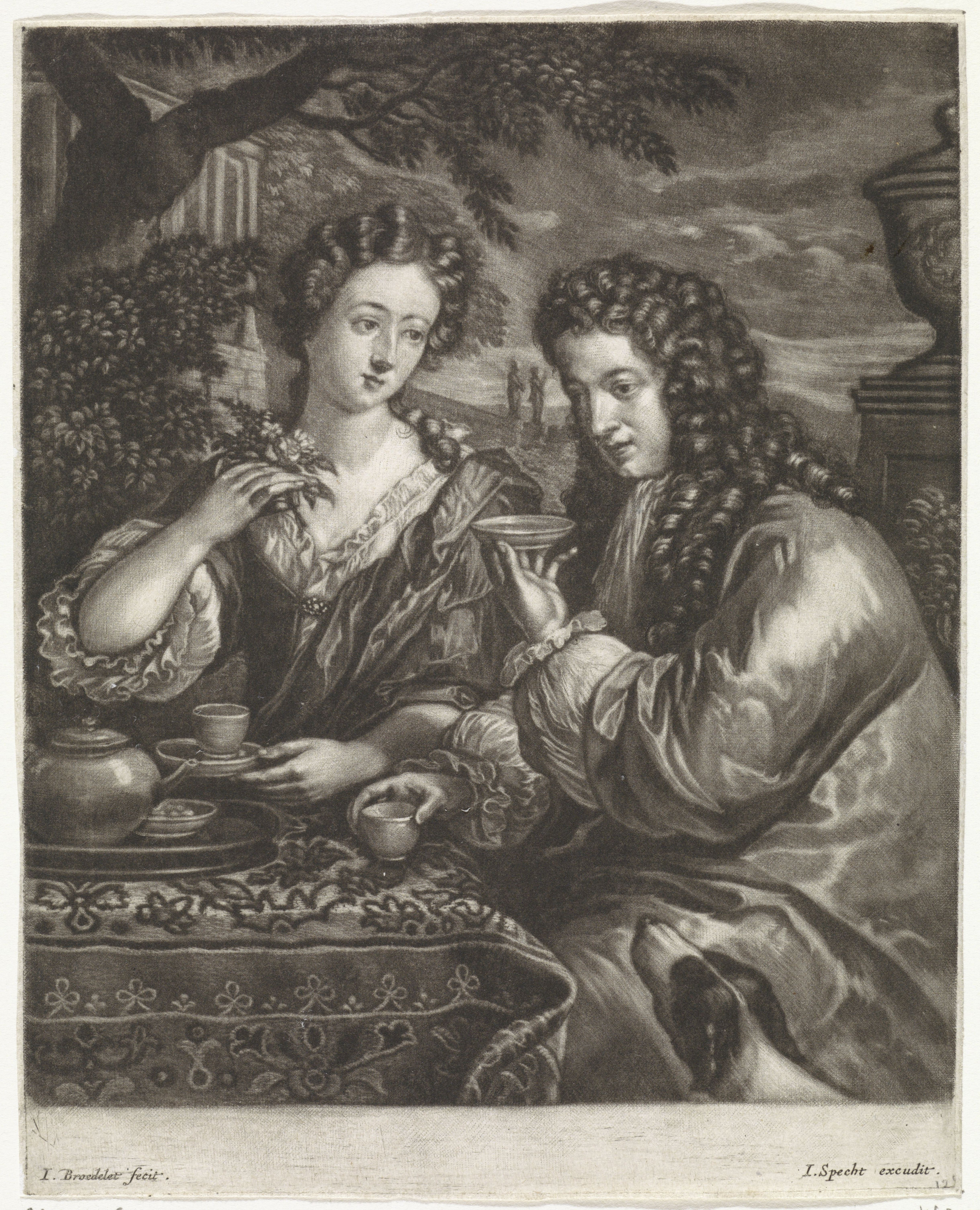
Man en vrouw drinken koffie of thee in een tuin, door Jan Broedelet
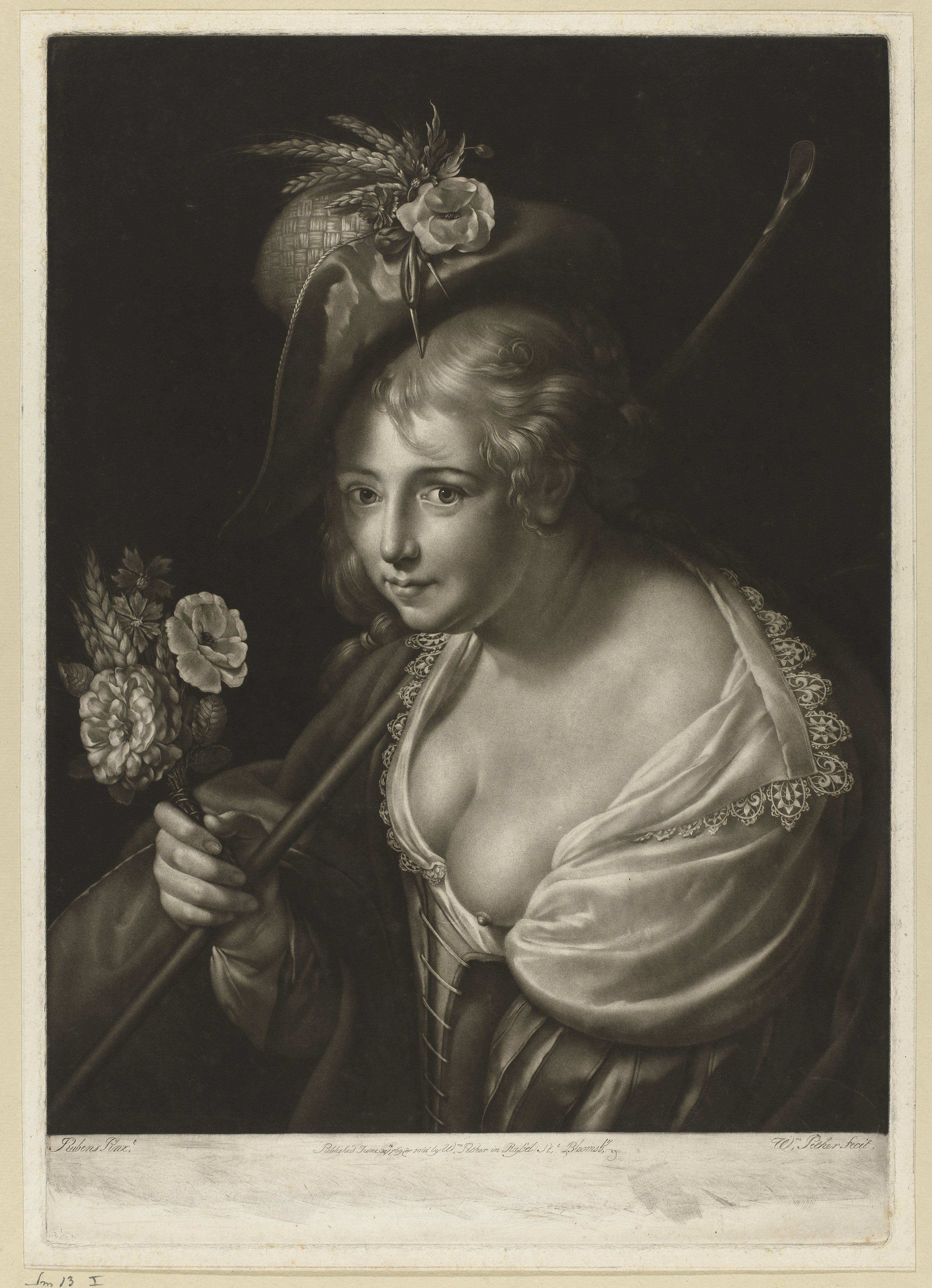
Portret van Helena Forman door William Pether
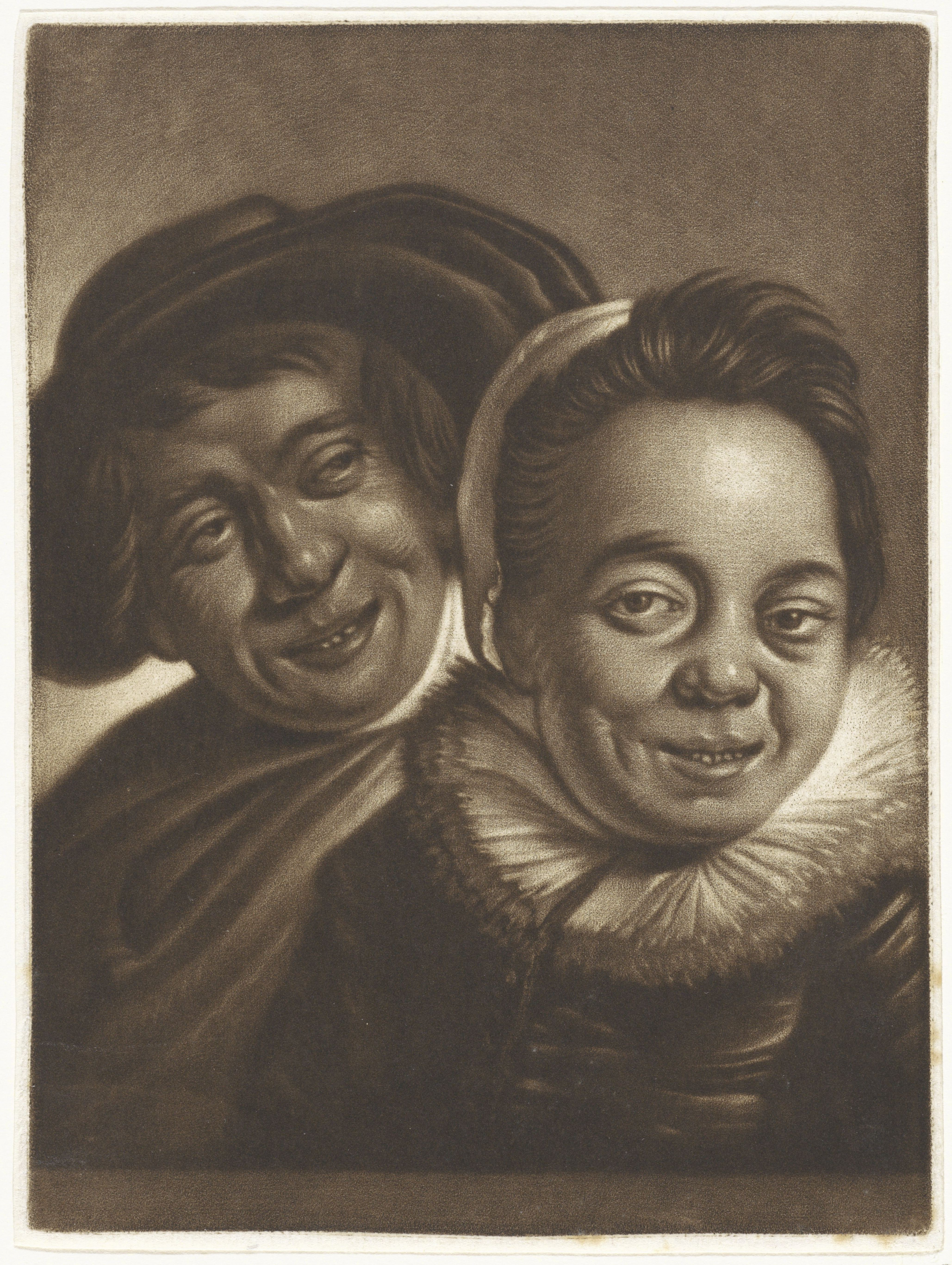
Lachend paar, door Jan Stolker